# Метлок (1. сезона)
Прва сезона серије Метлок је емитована од 23. септембра 1986. до 12. маја 1987. године и броји 23 епизоде.

## Опис
Линда Перл је заменила Лори Летин у улози Шарлин Метлок.

## Улоге

### Главне
- Енди Грифит као Бен Метлок
- Линда Перл као Шарлин Метлок (Епизоде 1-20)
- Кен Холидеј као Тајлер Хадсон

### Епизодне
- Кари Лајзер као Кејси Филипс (Епизода 20)
- Џули Сомарс као ПОТ Џули Марч (Епизоде 16 и 21)

## Епизоде
| Бр. еп. (укупно) | Бр. еп. (у сезони) | Наслов                  | Редитељ          | Сценариста                                                                  | Премијера           |
| --- | ------------------ | ----------------------- | ---------------- | --------------------------------------------------------------------------- | ------------------- |
| 2 | 1                  | "Судија"                | Кристофер Хиблер | Роберт Хамилтон                                                             | 23. септембар 1986. |
| Епизода почиње када се Кевин Мередит и Џоана Ли љубе у соби док их Картер Едисон посматра кроз прозор двогледом. Он долази до закључка да га љубавница вара. Одлази до њиховог апартмана, улази и чека да Кевин оде да се истушира, а онда улази у собу, ставља Џоани руку на уста и убада је на смрт у њеном кревету. Оставља нож на поду, излази изапартмана и зове рецепцију и каже: "Нека жена виче у помоћ. Нешто страшно се десило". Онда узима торбу са крвавом одећом. Кевин излази из купатила и проналази нож прекривен крвљу. Узима нож, погледа ка кревету и види Џоану мртву, а онда неко улази у апартман и види га како држи оружје. Испада да је Картер Едисон судија на његовом суђењу. Метлок постаје сумњичав кад га Картер замоли да одступи да га син једног заступника кога обојица добро познају замени. Касније у току епизоде Картер се враћа и спаљује торбу са својом крвавом одећом. Метлок га, ипак, претиче. Ствари је заменио Тајлер Хадсон тако да може да представи праву одећу на суду. Тужилаштво онда тражи поништавање суђења. |                    |                         |                  |                                                                             |                     |
| 3 | 2                  | "Стриптизета"           | Данијел Хален    | Синопсис: Мајкл Петрини Сценарио: Рик Митлман                               | 30. септембар 1986. |
| Након што је неколико пута добила отказ због свог бившег супруга Џејсона Хардимена, Карла Еванс је морала да се запосли као стриптизета у једном клубу. Она одводи свог сина тамо и смешта га у једну просторију да чита књигу док она наступа. Онда се њен бивши супруг појављује и прети да ће јој одузети сина преко суда. Она му онда прети пред сведоцима говорећи: "Нећу више то да трпим. Упозоравам те". А кад Џејсон Хардимен заврши у болници због рањавања, она је главна осумњичена. Метлок, који је заступао њеног супруга на разводу пре пет година, јој нуди да је брани џабе након што је открио који је њен супруг лажов. Кад је Карла Еванс пуштена из затвора, Џејсон Хардимен је убијен у болници, а онда је поново Карла осумњичена за убиство након што је дежурна болничарка, госпођица Џексон, препознала са ходника и са снимка надзорних камера. Шарлин поништава то износећи чињеницу да није носила наочаре кад је препознала оптужену на ходнику. Метлок примећује на снимку да је жена која је убила Џејсона Хардимена закопчала мантил као мушкарац, слева надесно. Кад је Хелен Шели позвана да сведочи, она каже да је била са Дагом Темплитом у ноћи кад је Џејсон Хардимен рањен и кад је неко ушао у болничку собу и убио Џејсона Хардимена. Пошто су проводили много времена заједно, Метлок сумња да је она узела Дагов мантил случајно. Метлок онда мисли да имају случај забуне идентитета па онда прича шалу коју је чуо од Дага кад је био на тајном задатку у клубу - "Једном је једна жена отишла у кафану са патком под мишком. Шанкер јој прилази и пита 'Одакле вам свиња?', жена одговара 'То је патка', шанкер каже 'Кажем свињи'". Хелен каже: "Патки, обраћа се патки" Даговим гласом. Испада да су Хелен Шели и Даг Темплит једна иста особа, али са подвојеном личношћу. Кад је Метлок питао Дага ко је убио Џејсона Хардимена, он каже да је Хелен. Даговим речима Карла "је све што је Хелен хтела да буде, али није могла". Џејсон је хтео да понизи, уназади и узме дете Карли. Даг није хтео да да Хелен да убије Карлу јер је волео Карлу. |                    |                         |                  |                                                                             |                     |
| 4 | 3                  | "Афера"                 | Џон Луелин Мокси | Пол Севиџ                                                                   | 7. октобар 1986.    |
| Уз подршку Шарлин, која је некад излазила са једним дечком, његова мајка Моли Метлока и Шарилн да прихвате случај шпанске собарице Соње Карденас која је оптужена за убиство њеног супруга Ричарда Ворда, а Бен почиње да брине. Кристина каже да је њен супруг био женскарош, да је та жена била једна од оних са којима је флертовао и да хоће све то да објави. Тајлер такође прати човека који је некад био Соњин дечко и који је касније примњен у болницу због сломњених костију и потреса мозга. Метлок хоће да сазна ко је убио богаташа па се првенствено усресредио на породицу у којој су жена која га је унајмила и њен син. |                    |                         |                  |                                                                             |                     |
| 5 | 4                  | "Завођење"              | Николас Сгаро    | Ен Колинс                                                                   | 14. октобар 1986.   |
| Метлок брани Бреда Бингама, некадашњу фудбалску звезду са угледом женскароша, због убиства његове девојке, власнице екипе која је хтела да га елиминише из екипе. Бенова ћеска Шарлин се противи томе што је њен отац узео случај због свега што таблоиди пишу о Бреду и зато што је пре неколико година био у вези са њеном другарицом Елен Холи која се замало убила након што су раскинули. Бред моли Тајлера да разговара са Џонијем Меком, избацивачем у кафани. Након што он Тајлера заскочи, баци преко стола и гурне кроз ходник у просторију у којој је пао на кутије, Џони коначно открива све што зна Тајлеру насамо. Како случај напредује, Шарлин схвата да није све што је штампано у новинама истина и да можда Елен није била искрена према њој. Карин Нелсон је девојка која је унајмљена да смести Бреду убиство дајући му покриће које је касније порекла. |                    |                         |                  |                                                                             |                     |
| 6 | 5                  | "Дон (1. део)"          | Николас Сгаро    | Ен Колинс                                                                   | 28. октобар 1986.   |
| Бен и Шарилн узимају контроверзни случај мафијског дона Николаса Барона оптуженог за убиство пословног противника Доналда Ковака. Шарлин се свиђа његов син Пол Барон. |                    |                         |                  |                                                                             |                     |
| 7 | 6                  | "Дон (2. део)"          | Лео Пен          | Синопсис: Ен Колинс Сценарио: Дин Харгроув и Џоел Стајгер                   | 4. новембар 1986.   |
| Метлок наставља да брани мафијашког дона (који истражује осумљиченог који је ближе дому него што је барон очекивао) док Шарлин уништава своје изгледе за везу са Полом кад не може да одвоји човека од предања. |                    |                         |                  |                                                                             |                     |
| 8 | 7                  | "Сестре"                | Алан Кук         | Док Барнет                                                                  | 11. новембар 1986.  |
| Сестре Џулија и Емили смишљају паметни и хладнокрвни план да убију своју богату тетку Естер и сместе њеном супругу Харолду Скалију. Бен пристаје да брани досадног Скалија и суочена је са изазовом да разбија наизглед гвоздена покрића сестара као и јаку повезаност између њих. |                    |                         |                  |                                                                             |                     |
| 9 | 8                  | "Полицајац"             | Данијел Халер    | Синопис: Роберт Шлит Сценарио: Џоел Стајгер, Роберт Шлит и Дин Харгроув     | 18. новембар 1986.  |
| Полицијском детективу Џоу Питерсу је смештено да је узео мито, убио подмићавача и верује се да је убио другог полицајца, Харија Ландерса. Кад се субјекат појави, откривено је да је један други полицајац из Атланте умешан више него што треба. |                    |                         |                  |                                                                             |                     |
| 10 | 9                  | "Анђео"                 | Лари Еликан      | Робин Бернхајм                                                              | 25. новембар 1986.  |
| Након што Шарлин каже Метлоку да већ ради за друге људе, он невољно заступа рокерку слободног духа Маргарет "Анђела" Данело, младу даму која је оптужена да је убила свог управника Луа Пирсона. Због тога што се онесвестила због алкохола, она не може да изнесе покриће. То вече, Метлок бесни кад Анђео занемари његова наређења о понашању. На срећу, схватила је да мора да послуша његов савет пре него што јој пресуде за убиство. |                    |                         |                  |                                                                             |                     |
| 11 | 10                 | "Професор"              | Бил Дјук         | Доналд Рос                                                                  | 2. децембар 1986.   |
| Бенов стари професор права Ерскин Тејт је ухапшен због оптужбе да је убио колима некога, али тврди да се не сећа шта се десило. Бен га брани. Бен сумња да човеков асистент и два студента стоје иза тога и мора да открије разлоге за то. |                    |                         |                  |                                                                             |                     |
| 12 | 11                 | "Деда Мраз"             | Данијел Халер    | Синопис: Роберт Шлит Сценарио: Џоел Стајгер и Дин Харгроув                  | 9. децембар 1986.   |
| Божиће је, а послован човек који нема срца хоће да исели станаре из зграде коју поседује. Посвађао се са станаром Томом Мекејбом који случајно ради као улични Деда Мраз. Касније, човек који носи одело Деда Мраза улази у пословну зграду пословног човека и убија га. Касније, неко улази у стан Деда Мраза и свађа се са њим. Касније, три човека проналазе пословног човека мртвог. Бен се нуди да брани Деда Мраза и сумња да је један од сарадника убица јер је један доказ против Деда Мраза пронађен код тела и верује да га је онај који је провалио у Деда Мразов стан узео и подметнуо тамо. |                    |                         |                  |                                                                             |                     |
| 13 | 12                 | "Кувар"                 | Боб Свини        | Синопсис: Ен Колинс Сценарио: Дејвид Р. Тодман, Џоел Стајгер и Дин Харгроув | 6. јануар 1987.     |
| Метлок брани водитељку кулинарске емисије Викторију Едвардс која је оптужена за убиство пред камерама гостујућег кувара који је случајно њен бивши супруг Мајкл Едвардс чији успех није дошао у малим мерама због њених рецепата и стручности током љихових 12 година брака. |                    |                         |                  |                                                                             |                     |
| 14 | 13                 | "Списатељица"           | Мајкл О'Херлихи  | Џералд Санов                                                                | 13. јануар 1987.    |
| Жена из малог града пише књигу у којој су ликови настали по неким људима из тог града. Кад је кљига постала бестселер, новинери долазе у град да разговарају са женом. Кад јој тамошљи велечасни Делука дође у госте, неко пуца на њу, али убија велечасног. Полиција истражује и долази до једног градског лекара, др. Филипа Игена, који је описан у књизи као зависник, што он пориче, који је претио жени. Бен долази да га брани и почиње тако што проверава друге људе који су описани у књизи, али открива да нико од тих није имао разлога да је убије. Касније, Бен открива други мотив и осумњиченог за убиство. |                    |                         |                  |                                                                             |                     |
| 15 | 14                 | "Пацови"                | Николас Сгаро    | Ен Колинс                                                                   | 20. јануар 1987.    |
| Након вечерњег изласка у граду, Дебра О'Киф је пронађена мртва у кади. Случај против њеног дечка Адама Гарднера изгледа слаб, поготово кад очевидац упери прстом у њега. Након што га заступници саветују да призна кривицу, Метлок путује у Беверли Хилс да брани Адама. Што Метлок више верује у Адамову невиност и што више открива о жртви, то већи мотив његова странка има - поготово кад се дође до љубавних писама које су размењивали жртва и Џон Синклер, Адамов назови најбољи друг. |                    |                         |                  |                                                                             |                     |
| 16 | 15                 | "Болничарка"            | Чарлс С. Дубин   | Роберт Хамилтон                                                             | 3. фебруар 1987.    |
| Док је Кети Ворен, лична болничарка породице Сент Џон, била на дужности, човек о кога је неговала је умро. Кад је откривено да је убијен, болничарка Ворен је главна осумњичена. Метлок и једна жена улазе у судски лифт који се заглавио. Он планира да ангажује ту жену нудећи јој веренички прстен од 250000 за џабе. Метлок такође долази на саслушање са Кети и открива да је жена са којом се заглавио у лифту нови ПОТ, Џули Марч. Касније, Лејси Сент Џон говори Џули да је веренички прстен украден из њихове куће, да нешто није како треба у кући Сент Џонових и да неко лаже. Прва појава Џули Марч. |                    |                         |                  |                                                                             |                     |
| 17 | 16                 | "Робијаш"               | Данијел Халер    | Марвин Капфер                                                               | 10. фебруар 1987.   |
| Лестер Метјус, човеку кога је Метлок бранио пре седам година за убиство свог друга и пословног сарадника, али је осуђен, је одобрена условна. Недуго након тога, други робијаш је покушао да га избоде у затворској библиотеци, али он се одбранио и убио га. Други робијаши тврде да је он напао човека кога је убио и Метјус је оптужен за убиство. Бен се нуди да га брани и на крају открива да су покушавали да га убију и да убиство због кога робија можда има везе са тим. Тајлер одлази на тајни задатак у затвор и представља се као цимер човека који је убијен. Тајлер такође доставља доказе Метлоку који не само да доказују да је Метјус стварно био искрен, него и ко стоји иза убиства због којег Метјус робија седам година. |                    |                         |                  |                                                                             |                     |
| 18 | 17                 | "Војни суд (1. део)"    | Чарлс С. Дубин   | Синопис: Ен Колинс Сценарио: Џоел Стајгер и Дин Харгроув                    | 17. фебруар 1987.   |
| Злокобно војно лице обучава своје људе прегрубо, поготово једног свог личног друга, поручника Бобија Томаса, који умире због упале слепог црева, а онда и војно лице такође умире. После тога, Метлок онда унајммњује своју другарицу да брани поручниковог сина који је оптужен за убиство војног лица. Шарлин такође помаже, а Метлок такође моли Тајлера да оде у војску јер су Крисов отац и генерал Конорс морали да иду на полигон да би убцили Тајлера. У току саслушања, оптужени нестаје. |                    |                         |                  |                                                                             |                     |
| 19 | 18                 | "Војни суд (2. део)"    | Чарлс С. Дубин   | Синопис: Ен Колинс Сценарио: Џоел Стајгер и Дин Харгроув                    | 24. фебруар 1987.   |
| Док је Метлок вратио опуженог, једини важни сведок је нестао. Метлок такође открива да су поручник и још четири војна лица имали незаконите ситуације. Тајлер открива шему са дрогом, док Шарлин истражује једног од војних лица, а Метлок коначно склапа све делиће и решава војни случај (док такође сазнаје много о војсци). |                    |                         |                  |                                                                             |                     |
| 20 | 19                 | "Терапеут"              | Кристофер Хиблер | Роберт Хамилтон                                                             | 3. март 1987.       |
| Познати глумац је оптужен да је убио човека који је водио клинику лечење од секса где је Брет био, па Метлок узима случај. Бенова привремена помоћница на овом случају је Кејси Филипс, студенткиња права којој је он једанпут изнео опаску о послу заступничке помоћнице. Она га је схватила доста озбиљније него што је он мислио тако што му се осветила што јој није дао посао који је рекао. Тајлер говори Метлоку да је Кејси отета на клиници правећи се да је Кимберли Бредшо која није била тамо. Прва појава Кејси Филипс. |                    |                         |                  |                                                                             |                     |
| 21 | 20                 | "Држава против Метлока" | Чарлс С. Дубин   | Роберт Хамилтон                                                             | 24. март 1987.      |
| Метлокова ћерка Шарлин одлучује да оде у Филаделфију и отвори своје предузеће тамо. Док брани шефа градске заједнице који је оптужен за убиство свог главног противника, Метлок је згађен кад се поротник број 7 обрати и каже да га је потплатио Метлок да гласа другачије. На срећу, Метлоку помаже Џули - јер је био оптужен за намештање пороте пошто је разумела да он никад не би подмићивао и она му помаже да докаже своју невиност (пошто је његовој странци сместио исти човек који је покушао и њему да смести). Последња појава Шарлин Метлок. |                    |                         |                  |                                                                             |                     |
| 22 | 21                 | "Фотограф"              | Боб Свини        | Робин Бернхајм                                                              | 31. март 1987.      |
| Ејми Адлер, млада жена која је била у поправном дому, је добила отказ јер је каснила на посао и бива оптужена за убиство шефа свог фотографа. Кад се то десило, она је наговорила Метлока да је брани. Упркос што га не занимају бесплатни случајеви, њен случај је почео да га занима и он пристаје да јој помогне. Након повратка у студио и узимања неких ствари, Ејми је претукао човек због чега јој је најбоља хаљина уништена. Тајлер долази да је спасе и чује да је сликала тог човека. |                    |                         |                  |                                                                             |                     |
| 23 | 22                 | "Извештач"              | Чарлс С. Дубин   | Роберт Хамилтон                                                             | 5. мај 1987.        |
| Кад је кућа дигнута у ваздух и тело пронађено за које се испоставило да је власник куће, полиција истражује и мисли да је човекова супруга осумњичена. Кад је она ухапшена, извештач говори Бену о њој и кад он понуди да је брани, извештач се нада причи. Кад провере супругову позадину, откривају много неправилности и чак је и комшија видео неке чудне ствари у ноћи кад је дошло до експлозије. |                    |                         |                  |                                                                             |                     |
| 24 | 23                 | "Лекари"                | Тони Морденте    | Дин Харгруов, Робин Бернхајм и Џоел Стајгер                                 | 12. мај 1987.       |
| Зли главни лекар др. Дејвид Вестлејк је изазвао много невоља својим студентима. Један од његових студената је испланирао да га убије. Кад је тело др. Вестлејка пронашао др. Брус Џејкобс, који је побегао са места злочина, сва питања се тичу њега. Метлок, кога боли кук, одлучује да узме случај заузетог и образложавајућег лекара. |                    |                         |                  |                                                                             |                     |